# Primitives de fonctions hyperboliques
Cet article donne les primitives de fonctions hyperboliques:
{\displaystyle \int \operatorname {sinh} (x)~\mathrm {d} x=\operatorname {cosh} (x)+C}
{\displaystyle \int \operatorname {cosh} (x)~\mathrm {d} x=\operatorname {sinh} (x)+C}
{\displaystyle \int \operatorname {tanh} (x)~\mathrm {d} x=\ln \left(\operatorname {cosh} (x)\right)+C}
{\displaystyle \int \coth(x)~\mathrm {d} x=\ln \left|\operatorname {sinh} (x)\right|+C}
{\displaystyle \int \operatorname {csch} (x)~\mathrm {d} x=\ln \left|\operatorname {tanh} \left({\frac {x}{2}}\right)\right|+C}
{\displaystyle \int \operatorname {sech} (x)~\mathrm {d} x=\operatorname {arctan} \left(\operatorname {sinh} (x)\right)+C}